# Ophiuche violealis
Ophiuche violealis är en fjärilsart som beskrevs av Paul Dognin 1914. Ophiuche violealis ingår i släktet Ophiuche och familjen nattflyn. Inga underarter finns listade i Catalogue of Life.